# Ballangen (fjord)
Ballangen, også Ballangsfjorden, Statens kartverk har godkjent begge formene (Ballangsfjorden i 1973 og Ballangen i 1979)., (nordsamisk: Bálák) er en fjordarm af  Ofotfjorden i Ballangen kommune i Nordland fylke i Norge. Den går  omtrent 8 kilometer i sydøstlig retning.
Fjorden har en sammenhængende bebyggelse langs hele kystlinjen, fra indløbet ved Bøstrand i vest, sydover til Ballsnes og Slåttstrand til landsbyen Ballangen i fjordbunden. Langs østsiden ligger bebyggelserne Forrnes, Arnes, Hamn, Rånbogen og Saltvika, lige syd for Saltvikneset, som markerer indløbet på østsiden.
Europavej E6 går langs sydsiden af fjorden og Fylkesvej  819 går langs vestsiden.